# بطولة الجونة الدولية
بطولة الجونة الدولية هي بطولة إسكواش سنوية تقام في أبريل في مدينة الجونة الساحلية المصرية. تعد المسابقة جزء من سلسلة الاتحاد الدولي لمحترفي الاسكواش العالمية (PSA World Tour)، وهي فئة تجمع بين أكثر البطولات المرموقة والمربحة. جرت أول بطولة في عام 2010.
في بادئ الأمر، كانت البطولة حصرية مخصصة فقط للرجال لكن مع الإعلان عن بطولة العالم للاسكواش سيدات عام 2016 والتي تقام في نفس الوقت وفي نفس نسخة عام 2017 من البطولة، تم الإعلان عن ارتقاب إجراء بطولة نسائية
في عام 2018 تم إطلاق النسخة النسائية الأولى في وقت واحد مع بطولة الرجال.

## التصنيفات

### رجال
| سنة                  | الفائز          | الوصيف          | النتيجة النهائية               |
| -------------------- | --------------- | --------------- | ------------------------------ |
| 2018                 | مروان الشوربجي  | علي فرج         | 11-8, 11-5, 11-4               |
| 2017                 | غريغوري غوتييه  | كريم عبد الجواد | 11-6, 11-8, 11-7               |
| بطولة الجونة الدولية | محمد الشوربجي   | غريغوري غوتييه  | 7-11, 9-11, 11-3, 11-9, 11-8   |
| بطولة الجونة الدولية | رامي عاشور      | محمد الشوربجي   | 11-9, 11-6, 4-11, 10-12, 12-10 |
| 2014 ‏                | رامي عاشور      | محمد الشوربجي   | 11-7, 12-10, 8-11, 11-8        |
| 2013                 | ليس هناك منافسة | ليس هناك منافسة | ليس هناك منافسة                |
| 2012 ‏                | رامي عاشور      | جيمس ويلستروب   | 12-10, 11-5, 5-2 rtd           |
| 2011                 | ليس هناك منافسة | ليس هناك منافسة | ليس هناك منافسة                |
| 2010                 | كريم درويش      | رامي عاشور      | 16-14, 11-3, 5-1 rtd           |

### سيدات
| سنة  | الفائزة      | الوصيف       | النتيجة النهائية        |
| ---- | ------------ | ------------ | ----------------------- |
| 2018 | رنيم الوليلي | نور الشربيني | 3-11, 12-10, 11-7, 11-5 |